# 상서면 (부안군)
상서면(上西面)은 대한민국 전북특별자치도 부안군의 면이다.

## 개요
상서면은 부안군의 중앙에 위치하고 면적은 51.48km2에 7개 법정리와 29개 행정리가 있고 인구수는 2,727명으로 지형상 서부는 고산준령이 중첩하고 지형이 험하며, 동북부 일대는 광활한 평야로 구성되어 토지가 비옥하고 농산물이 풍부하다.

## 행정 구역
- 가오리
- 감교리
- 고잔리
- 용서리
- 장동리
- 청림리
- 통정리